# Dominicaines missionnaires adoratrices
Pour les articles homonymes, voir DMA.
Les Dominicaines missionnaires adoratrices (DMA) sont une congrégation religieuse catholique faisant partie de l'ordre des Prêcheurs. La communauté a été fondée par Mère Julienne du Rosaire en 1945 au Québec. Les Dominicaines Missionnaires Adoratrices sont présentes à Québec au Québec ainsi qu'à Comas et à Chaclacayo au Pérou.

## Histoire
La congrégation des Dominicaines missionnaires adoratrices a été fondée le 30 avril 1945 par Mère Julienne du Rosaire (Julienne Dallaire). Elle fut reconnue canoniquement le 7 octobre 1948 et les premières professions religieuses se firent la même journée, dont celle de Julienne du Rosaire. Tout d'abord, la congrégation était installée à l'étage d'une maison à Beauport au Québec et, par la suite, elle vint à occuper la maison tout entière.
En 1950, un couvent fut construit à Beauport et devint la maison mère de la congrégation,. En 1952, la congrégation fut affiliée à l'ordre des Prêcheurs.
La congrégation s'est ensuite étendue en Alberta, au Pérou et en Haïti.